# Täubcheshöhle
Die Täubcheshöhle ist ein kleines Waldgebiet zwischen Weiterstadt und Arheilgen im Nordwesten von Darmstadt in Hessen. 
Der Wald umfasst eine Fläche von etwa vier Quadratkilometern und besteht aus einem Mischwald auf sandigem Boden mit schlechter Wasserkapazität, weshalb er häufig von Dürren in Mitleidenschaft gezogen wird. Naturräumlich gehört die Täubcheshöhle zum Hessischen Ried im Oberrheinischen Tiefland und liegt in einer Höhe von etwa 110 bis 140 Metern bei einem Durchmesser von rund zwei Kilometern. Angrenzende Orte sind Weiterstadt im Westen, Gräfenhausen im Norden, Arheilgen im Osten und Darmstadt im Süden, wobei der größere Teil des Waldes zu Weiterstadt gehört und ein kleinerer Teil im Osten zu Darmstadt. Im Süden ist der Wald über einen schmalen Korridor mit dem Westwald verbunden, während in alle anderen Richtungen Siedlungs- und landwirtschaftliche Flächen folgen. Entwässert wird die Täubcheshöhle in westlicher Richtung durch den Brühlgraben, ein weiteres Gewässer im Wald ist der Kleewoog, eine ehemalige Kiesgrube im nördlichen Teil. Ferner befinden sich ein Betonwerk, der Fernmeldeturm Darmstadt sowie eine Kleinsiedlung am Wöhlerweg im südlichen Teil des Waldes, im Westen ein Wasserwerk und im Norden das ehemalige Ausflugslokal Storckebrünnchen. An der Bundesautobahn 5 im Westen befindet sich der gleichnamige Autobahnparkplatz Täubcheshöhle, außerdem liegen umfangreiche Bahnanlagen (Bahnstrecke Frankfurt–Heidelberg und Bahnstrecke Mainz–Aschaffenburg) sowie die Bundesstraße 3 (Ortsumgehung Arheilgen) im Wald.
Der Name leitet sich mundartlich von der alten Flurbezeichnung Teufelshölle ab und hat keinen Bezug zu Tauben oder einer Höhle. 